# Храм Феодора Стратилата (Верёхново)
Церковь во имя Феодора Стратилата — приходской храм Новгородской епархии Русской православной церкви, находится в селе Верёхново Волотовского района Новгородской области.

## История
В XIX веке в селе существовала деревянная церковь, построенная в 1869 году тщанием прихожан. Первым её настоятелем стал Владимир Антонович Митецкий (1841- после 1904). Но 8 мая 1893 года она сгорела. В 1895 году жители села на свои средства построили здесь новый деревянный храм.
До революции 1917 года к верёхновскому приходу были приписаны девять часовен: в самом Верёхнове на кладбище и в окрестных деревнях — Клопцах, Старо, Менькове, Токарихе, Задней (ныне Восход), Заполосье, Гаврилкове и Черенцове.
Первым настоятелем новой церкви стал священник Димитрий Молчанов (1865—1937), сын порожского настоятеля, отца Василия. В 1915 году настоятелем стал священник Василий Доримедонтович Державин.
В 1937 году храм закрыли; священника арестовали и расстреляли. После закрытия прихода лучшие иконы увезли, а в здании храма устроили клуб.
Во время Великой Отечественной войны немецкие войска устроили на колокольне храма наблюдательный пункт. Во время бомбардировок была повреждена крыша здания, были пробиты колокола.
В 1942 году храм снова стал действовать, служить в Верёхново приезжал священник из Порожек — Алексий Георгиевский. В июне 1944 года советские власти снова закрыли храм. В 1947 году по многочисленным ходатайствам верующих богослужения возобновились. Настоятелем назначили священника Иоанна Сергеева, уроженца деревни Клопцы.
В 1961 году храм вновь закрыли; в здании церкви местные власти постановили устроить склад для хранения зерна.
В 1989 году храм возвратили Русской православной церкви. В 1998 году на народные пожертвования церковь отремонтировали. В 1989—2002 годах приход состоял в ведении Старорусского благочиния, в 2003—2006 годах относился к Волотовскому благочинию, с 2006 года — к Солецкому благочинию.

## Современное состояние
По состоянию на 2021 год храм действует. Настоятель — иерей Сергий (Ерёмин).

## Престольный праздник
21 июня — день памяти великомученика Феодора Стратилата.